# Karima Sánchez
Karima Sánchez Ramis (ur. 21 kwietnia 1991) – hiszpańska zapaśniczka walcząca w stylu wolnym. Zajęła piąte miejsce na mistrzostwach świata w 2014. Siódma na mistrzostwach Europy w 2016. Ósma na igrzyskach europejskich w 2015. Triumfatorka igrzysk śródziemnomorskich w 2009 i czwarta w 2013. Mistrzyni śródziemnomorska w 2015 roku.